# Survival (Doctor Who)
Survival (Supervivencia) es el cuarto y último serial de la 26ª temporada de la serie británica de ciencia ficción Doctor Who, emitido originalmente en tres episodios semanales del 22 de noviembre al 6 de diciembre de 1989. Fue la última historia de la serie clásica, marcando las últimas apariciones regulares de Anthony Ainley como El Amo y de Sophie Aldred como Ace.

## Argumento
El Séptimo Doctor lleva a Ace a su tierra natal de Perivale en los suburbios al Noroeste de Londres. El suburbio no está como debería: hay un misterioso gato negro deambulando, que de alguna forma crea una situación en la que algo caza a los humanos y los hace desaparecer en otra dimensión. Ace se preocupa al ver que muchos de sus antiguos amigos han desaparecido, pero al Doctor le preocupa más el comportamiento del extraño gato. Se sabe que le controla una extraña entidad en la otra dimensión, que ve las escenas en Perivale a través de los ojos del gato y escoge a qué humanos capturar y transportar. Un joven infeliz llamado Stuart se convierte en su siguiente víctima, y Ace le sigue poco después, cazado por un hombre guepardo a caballo, que parece tener una afinidad de caza con el curioso gato. Después el Doctor y un entrenador personal llamado Patterson son los elegidos y les teletransportan a otro mundo de cielo rojo, donde el Doctor se encuentra con su archienemigo El Amo, que le recibe.

### Continuidad
El hueco entre Survival y Doctor Who: La película (1996) se rellenó con una colección de novelas de Virgin Publishing que continuó las aventuras del Doctor y Ace tras Survival. El Amo regresaría (interpretado por dos actores diferentes) en esa película. Ace aparece llevando la medalla del Ejército Rojo que le regaló el capitán Sorin en The Curse of Fenric.

## Producción
| Episodio          | Fecha de emisión        | Duración | Espectadores en millones | Estado en el archivo  |
| ----------------- | ----------------------- | -------- | ------------------------ | --------------------- |
| Episodio 1        | 22 de noviembre de 1989 | 24:14    | 5,0                      | Cinta original en PAL |
| Episodio 2        | 29 de noviembre de 1989 | 24:13    | 4,8                      | Cinta original en PAL |
| Episodio 3        | 6 de diciembre de 1989  | 24:20    | 5,0                      | Cinta original en PAL |
| [ 1 ] [ 2 ] [ 3 ] |                         |          |                          |                       |

La escritora Rona Munro se acercó al editor de guiones Andrew Cartmel en un taller de escritura en la BBC y le dijo que "mataría por escribir para Doctor Who". La historia desarrollaba temas como la moralidad de la caza. Los títulos provisionales de la historia incluyen Cat-Flap (Gatera) y Blood Hunt (Caza de sangre). El título Survival fue escogido por Cartmel. Munro se vio decepcionada por la apariencia de la gente guepardo:

Deberían haber tenido sólo ojos de guepardo y una pigmentación muy ligera de motas de guepardo, y colmillos grandes. Y de hecho, creo que los actores que eligieron, por lo que me han dicho, estaban haciendo ese maravillos trabajo de expresión facial, y entonces les pusieron esos disfraces de "gato con botas", así que no se puede ver lo que hacen bajo ellos. Particularmente Karra y Ace, ahí había escenas impresionantes entre ellas, y para mí, ese se suponía que iba a ser mi subtexto lésbico, ¡y no se ve!
Rona Munro, entrevista en 2007.

Survival es uno de los tres únicos seriales de Doctor Who grabados íntegramente en cinta OB, en lugar de la mezcla de OB y video de estudio que era más común a finales de los ochenta, o la mezcla de video y celuloide común antes. Esto fue posible probablemente porque Ghost Light, la siguiente historia en grabarse, se produjo íntegramente en el estudio. Las otras dos historias grabadas íntegramente en video OB fueron The Sontaran Experiment (1975) y The Curse of Fenric (1989). Hacía casi 38° de temperatura cuando se rodaron las escenas de la gente guepardo. Uno de los extras se quitó el disfraz (sin llevar prácticamente nada debajo) y sencillamente se marchó del rodaje, provocando retrasos hasta que se encontró un sustituto.
Esta fue la última aparición de Anthony Ainley como el Amo. Ainley no recibió la oferta de volver al papel en Doctor Who: La película (1996), donde su personaje lo hizo Gordon Tipple en el prólogo y Eric Roberts durante el resto de la película. Ainley siguió asistiendo a convenciones de Doctor Who y también grabó los comentarios del DVD del serial de 1981 The Keeper of Traken. Falleció en mayo de 2004.
También fue la última historia protagonizada por Sylvester McCoy como el Doctor. McCoy haría un cameo al principio de Doctor Who: La película para regenerarse en el Octavo Doctor, interpretado por Paul McGann. También fue la última historia con Sophie Aldred como Ace. Aldred habría seguido haciendo el papel si se hubiera renovado una temporada 27. Sin embargo, el contrato expiraba a mitad de esa temporada, y así, estaba previsto despedir a su personaje en una historia con los Guerreros de Hielo titulada Ice Time y escrita por Marc Platt. Según varias entrevistas con el equipo de producción, la nueva acompañante habría sido una ladrona de cajas fuertes que el Doctor habría acogido bajo su cuidado, mientras su padre gánster habría sido un personaje recurrente.
Tanto McCoy como Aldred volverían a interpretar sus personajes en pantalla en dos ocasiones tras Survival, una en una edición del programa escolar Search Out Science en 1990, y otra en 1993 junto con muchos otros antiguos actores de Doctor Who en el especial benéfico Dimensions in Time, sin canonicidad oficial respecto a la serie. 

### El último episodio de la etapa clásica deDoctor Who
Tras saber que el tercer episodio de Survival iba a ser probablemente el último episodio de Doctor Who en mucho tiempo, y posiblemente el último de la historia, el productor del programa John Nathan-Turner decidió al acercarse la emisión que había que darle una conclusión más adecuada al último episodio. Así, el editor de guiones Andrew Cartmel escribió un monólogo corto y melancólico para el actor Sylvester McCoy, quien lo grabó el 23 de noviembre de 1989, un día después de la emisión del episodio 1, y por casualidad, la fecha del 26º aniversario de la serie:
"Hay mundos ahí fuera donde el cielo arde, y el mar está dormido, y los ríos sueñan. Con gente hecha de humo, y ciudades hechas de música. En alguna parte hay peligro, en alguna parte hay injusticia, y en otra parte el té se enfría. ¡Vamos, Ace, tenemos trabajo que hacer!"
Esto se dobló en la escena de cierre mientras el Doctor y Ace se marchan en la lejanía, aparentemente en busca de nuevas aventuras. La oficina de producción de Doctor Who en la BBC finalmente se clausuró en agosto de 1990 tras haber estado en operación continua desde 1963. Aunque Survival fue el último serial de Doctor Who clásico en emitirse, no fue el último en producirse, ese fue Ghost Light que se había emitido unas semanas antes como la antepenúltima historia de la temporada.
Doctor Who finalmente volvería a producirse como serie en 2004, con producción de BBC Wales. Rose, el primer episodio de la serie moderna, emitido el 26 de marzo de 2005. Como la nueva serie se produce en episodios de 45 minutos, Survival es el último serial producido en entregas 25 minutos, que había sido el formato estándar de la serie desde 1983 (salvo por un breve experimento con episodios de 45 minutos en 1985). También fue el último serial de la serie clásica en el que apareció la cara del Doctor en la cabecera, tradición iniciada con The Macra Terror en 1967, que no se recuperaría hasta el especial navideño de 2012 (Los hombres de nieve). Tanto la película como la serie moderna hasta el último capítulo mencionado, incluían en la cabecera únicamente el efecto del "túnel del tiempo" y la TARDIS.
No hubo ninguna indicación directa al público de que esta sería la última edición de Doctor Who. Sin embargo, a diferencia de los episodios finales de años anteriores, tampoco hubo ningún anuncio en los créditos de cierre de que el programa volvería el año siguiente.

## Publicaciones comerciales
Survival se publicó en VHS en octubre de 1995. El DVD se publicó el 16 de abril de 2007 en un doble disco. También se publicó como parte de la colección Doctor Who DVD Files, en el número 51, publicado el 15 de diciembre de 2010.